# Gassan-jinja
Le sanctuaire Gassan (月山神社, Gassan jinja ) est un sanctuaire shinto situé sur le mont Gassan dans la préfecture de Yamagata, au Japon. C'était autrefois un sanctuaire national de premier rang (国幣大社, kokuhei taisha ) dans le système moderne de sanctuaires shinto classés. Le principal kami consacré ici est Tsukuyomi-no-Mikoto (月読命), le dieu shinto de la lune. Le sanctuaire a été créé en 593.
La fête principale du sanctuaire a lieu chaque année le 14 août.
Le mont Gassan est le plus élevé des Trois Montagnes de Dewa et est célèbre pour ses paysages naturels et sa beauté. Le kanji pour Gassan se traduit littéralement par "Montagne Lune". Il abrite de nombreuses plantes alpines rares ainsi que d'autres types de végétation des marais. Le chemin de randonnée menant au sommet du mont Gassan est le deuxième point le plus élevé de la région de Shonai au Japon. Cependant, en raison de fortes chutes de neige, la montagne est généralement accessible seulement de la fin du printemps au début de l'automne,,.

## Voir également
- Mont Gassan
- Trois montagnes de Dewa
- Chōkai Gassan Ryōsho-gu
- Fujisan Hongū Sengen Taisha